# Phare Gustaf Dalén (Suède)
Le phare Gustaf Dalén (en suédois : Gustaf Dalén fyr) est un phare situé en mer Baltique au large et appartenant à la commune d'Oxelösund , dans le Comté de Södermanland (Suède).

## Histoire
Ce phare à caisson a remplacé, en 1967, un bateau-phare stationnant sur cette zone. Il a pris le nom de l'ingénieur suédois Gustaf Dalén. Il est alimenté par un câble électrique sous-marin. Il est équipé d'un hélipad et télécommandé depuis Hävringe.

## Description
Le phare  est une tour cylindrique en béton armé de 26 mètres de haut, avec une double galerie et une lanterne. Le phare est peint en rouge, le socle est noir. Il émet, à une hauteur focale de 5 mètres, deux éclats blancs toutes les 6 secondes. Sa portée nominale est de 12 milles nautiques (environ 22 km).
Identifiant : ARLHS : SWE-166 ; SV-4536 - Amirauté : C6829 - NGA : 8608 .
|                 |
| Le phare (1966) |

### Lien connexe
- Liste des phares de Suède